# Council of Fashion Designers of America
Der Council of Fashion Designers of America (CFDA) ist ein Non-Profit-Berufsverband US-amerikanischer Modedesigner. 
Die Organisation mit Sitz in New York City wurde 1962 von Eleanor Lambert zum Zweck der Förderung von Mode in den USA gegründet.  Zu den Präsidenten des CFDA zählten in der Vergangenheit unter anderem Norman Norell, Oscar de la Renta, Bill Blass und Perry Ellis. Seit 2006 steht Diane von Fürstenberg als Vorsitzende des Verbands einem Board of Directors vor, dem mit ihr 26 amerikanische Modedesigner angehören. Derzeit hat der CFDA um die 400 Mitglieder, die allesamt Designer von Damen- oder Herrenmode bzw. von Schmuck oder Accessoires sind und entweder US-Bürger oder Ausländer mit in den USA angesiedelten Modefirmen sein müssen.

## CFDA Fashion Awards
Seit 1981 verleiht der Verband im Rahmen der CFDA Fashion Awards im Lincoln Center in New York mehrere Preise an vorwiegend US-amerikanische Modedesigner, aber auch an internationale Modeschöpfer, für besondere Leistungen in der Welt der Mode. Aufgrund des hohen Ansehens, das die Auszeichnungen in der Modebranche genießen, wird die Gala auch als the Oscars of Fashion (Oscar-Verleihung der Mode) bezeichnet. Ähnlich wie bei der Oscar-Verleihung werden auch bei den CFDA Fashion Awards einige Monate vor der eigentlichen Zeremonie die Nominierten in den einzelnen Kategorien bekanntgegeben, von welchen dann am Abend der Verleihung der oder die Gewählte (mitunter werden die Preise auch an mehrere Personen vergeben) gekürt wird. Die Verleihungen finden in der Regel im Juni eines jeden Jahres statt.
Vorläufer der CFDA Awards waren die sogenannten Coty Awards (Coty American Fashion Critics' Awards), die von dem Parfümhersteller Coty, Inc. unter der Leitung von Eleanor Lambert 1942 ins Leben gerufen worden waren und von 1943 bis 1984 ausschließlich an amerikanische Persönlichkeiten aus der Modebranche verliehen wurden. Zu den ersten Preisträgern 1943 gehörten Hattie Carnegie, Lilly Daché und Norman Norell; zu den letzten im Jahr 1984 Donna Karan, Perry Ellis und Jhane Barnes. Eine weitere hoch angesehene Mode-Preisverleihung in den USA war der Neiman Marcus Fashion Award, der bereits ab 1938 verliehen wurde, auch an internationale Persönlichkeiten der Modewelt und Mode-Ikonen vergeben wurde und 1995 eingestellt wurde.
Die CFDA Awards werden seit Ende der 1980er Jahre in den folgenden Kategorien verliehen (bis Mitte der 1980er hatte es keine festen Kategorien gegeben):
- Der Womenswear Designer of the Year (Damenmode), der Menswear Designer of the Year (Herrenmode) und der Accessory Designer of the Year (Accessoires) sind die Hauptpreise. Sie werden nur an Designer vergeben, die in den Vereinigten Staaten arbeiten und dort ihren Hauptsitz haben.
- Der Swarovski Award for Womenswear (Damenmode), der Swarovski Award for Menswear (Herrenmode) und der Swarovski Award for Accessory Design (Accessoires) sind Auszeichnungen für Nachwuchstalente; auch diese werden nur an Designer vergeben, die in den Vereinigten Staaten arbeiten und dort ihren Hauptsitz haben. Der Nachwuchspreis wurde von 1986 bis 2000 sowie 2002 unter dem Namen Perry Ellis Award in Gedenken an den 1986 verstorbenen Designer Perry Ellis verliehen. In den Jahren 2001 sowie von 2003 bis 2006 wurde er unter dem Namen Swarovski’s Perry Ellis Award verliehen. Seit 2007 heißt der Preis Swarovski Award. Anfangs ein einzelner Preis, gab es seit 1993 in der Regel je einen Preis für die Kategorien Womenswear (siehe W in Tabelle; dt. Damenmode) und Menswear (siehe M; dt. Herrenmode) sowie seit 1995 auch für die Kategorie Accessory Design (siehe A; dt. Accessoires-Entwurf). 2017 wurden die drei Kategorien wieder zu einem Preis zusammengefasst.
- Der Eugenia Sheppard Award wird, in Anerkennung an die amerikanische Modejournalistin Eugenia Sheppard (1900–1984), seit 1987 für außergewöhnliche Leistungen von Journalisten bzw. an Künstler, deren Einfluss die Modewelt verändert hat, verliehen.
- Der Geoffrey Beene Lifetime Achievement Award (von 1985 bis 2006: Lifetime Achievement Award) ist der Preis für das Lebenswerk. In Anerkennung für den Beitrag, den der amerikanische Modeschöpfer Geoffrey Beene (1927–2004) für die Entwicklung der amerikanischen Modewelt geleistet hat, wurde der Preis ab 2007 nach ihm benannt. Zu den Preisträgern der Vergangenheit gehören unter anderem Marlene Dietrich, Giorgio Armani, Nancy Reagan, Oscar de la Renta, Martha Graham, Ralph Lauren, Gianni Versace, Geoffrey Beene (1997), Hubert de Givenchy, Yves Saint Laurent, Valentino Garavani, Karl Lagerfeld, Anna Wintour, Donna Karan sowie seit 2007 Carolina Herrera, Anna Sui, Michael Kors und Marc Jacobs.
- Der International Award wird an international tätige Designer verliehen. Die Kategorie wurde 1992 (Preisträger: Gianni Versace) erstmals offiziell verwendet, obwohl schon zuvor nicht-amerikanische Preisträger vom CFDA geehrt worden waren. 2019 wurde der Preis in Valentino Garavani and Giancarlo Giammetti International Award umbenannt, nachdem der italienische Modedesigner Valentino und sein Geschäftspartner Giammetti einen Sponsorenvertrag abgeschlossen hatten.
- Der Eleanor Lambert Award (seit 2002), in Anerkennung an Eleanor Lambert, ist ein Preis für einzigartige Beiträge zur Modewelt und/oder Beiträge, die die Anerkennung der Modeindustrie verdienen, aber nicht in eine der anderen Kategorien fallen.
- Der Board of Directors’ Special Tribute ist seit 2003 als spezielle Ehrung für außergewöhnliche Beiträge zur Modewelt gedacht. Zu den Preisträgern der Vergangenheit zählen unter anderem Oleg Cassini, Tom Ford, Norma Kamali, Bono, Michael Bloomberg, Michelle Obama und Alexander McQueen (postum).
- Der Fashion Icon Award wird seit 2002 (keine Vergabe 2004 und zwischen 2006 und 2009) an Personen verliehen, deren persönlicher Stil einen starken Einfluss auf die Modewelt hat. Bislang wurden unter anderem Nicole Kidman, Kate Moss, Iman Abdulmajid, Lady Gaga, Johnny Depp und Rihanna geehrt.

### Gewinner (Auswahl)
| Jahr       | Womenswear Award (Damenmode)                                                                                            | Menswear Award (Herrenmode)                                                        | Accessories Award (Accessoires)                           | American Emerging Designer (Nachwuchspreis)                                                                              | Lebenswerk                                            | International Award                                                 |
| ---------- | --- | ---------------------------------------------------------------------------------- | --------------------------------------------------------- | --- | ----------------------------------------------------- | ------------------------------------------------------------------- |
| 2022       | Catherine Holstein für KHAITE                                                                                           | Emily Bode Aujla für Bode                                                          | Raul Lopez für LUAR                                       | Elena Velez | Laurie Lynn Stark und Richard Stark für Chrome Hearts |                                                                     |
| 2021       | Christopher John Rogers                                                                                                 | Emily Bode Aujla für Bode                                                          | Telfar Clemens für Telfar                                 | Edvin Thompson für Theophilio                                                                                            |                                                       | Demna für Balenciaga (W), Grace Wales Bonner (M)                    |
| 2020       | Gabriela Hearst | Kerby Jean-Raymond für Pyer Moss                                                   | Telfar Clemens für Telfar                                 | Christopher John Rogers                                                                                                  |                                                       | Pierpaolo Piccioli for Valentino (W), Kim Jones for Dior (M)        |
| 2019       | Brandon Maxwell | Rick Owens                                                                         | Mary-Kate und Ashley Olsen für The Row                    | Emily Adams Bode für BODE New York                                                                                       | Bob Mackie                                            | Sarah Burton ( Großbritannien) für Alexander McQueen                |
| 2018       | Raf Simons für Calvin Klein                                                                                             | Supreme                                                                            | Mary-Kate und Ashley Olsen für The Row                    | Sander Lak für Sies Marjan                                                                                               | Narciso Rodriguez                                     | Donatella Versace ( Italien) für Versace                            |
| 2017       | Raf Simons für Calvin Klein                                                                                             | Raf Simons für Calvin Klein                                                        | Stuart Vevers für Coach, Inc.                             | Laura Kim und Fernando Garcia für Monse                                                                                  | Rick Owens                                            | Demna Gvasalia ( Georgien) für Vetements und Balenciaga             |
| 2016       | Marc Jacobs | Thom Browne                                                                        | Rachel Mansur und Floriana Gavriel für Mansur Gavriel     | Brandon Maxwell (W), Alex, Matthew und Samantha Orley für Orley (M), Paul Andrew (A)                                     | Norma Kamali                                          | Alessandro Michele ( Italien) für Gucci                             |
| 2015       | Mary-Kate und Ashley Olsen für The Row                                                                                  | Tom Ford                                                                           | Tabitha Simmons                                           | Rosie Assoulin (W), Shayne Oliver für Hood by Air (M), Rachel Mansur und Floriana Gavriel für Mansur Gavriel (A)         | Betsey Johnson                                        | Maria Grazia Chiuri und Pierpaolo Piccioli ( Italien) für Valentino |
| 2014       | Joseph Altuzarra | Dao-Yi Chow und Maxwell Osborne für Public School                                  | Mary-Kate und Ashley Olsen für The Row                    | Shane Gabier und Christopher Peters für Creatures of the Wind (W), Tim Coppens (M), Irene Neuwirth (A)                   | Tom Ford                                              | Raf Simons ( Belgien) für Dior                                      |
| 2013       | Lazaro Hernandez und Jack McCollough für Proenza Schouler                                                               | Thom Browne                                                                        | Phillip Lim                                               | Max Osterweis und Erin Beatty für SUNO (W), Dao-Yi Chow und Maxwell Osborne für Public School (M), Pamela Love (A)       | Vera Wang                                             | Riccardo Tisci ( Italien) für Givenchy                              |
| 2012       | Mary-Kate und Ashley Olsen für The Row                                                                                  | Billie Reid                                                                        | Reid Krakoff                                              | Joseph Altuzarra (W), Phillip Lim (M), Tabitha Simmons (A)                                                               | Tommy Hilfiger                                        | Rei Kawakubo ( Japan) für Comme des Garçons                         |
| 2011       | Lazaro Hernandez und Jack McCollough für Proenza Schouler                                                               | Michael Bastian                                                                    | Alexander Wang                                            | Prabal Gurung (W), Robert Geller (M), Robert Geller (A)                                                                  | Marc Jacobs                                           | Phoebe Philo ( Vereinigtes Königreich) für Céline                   |
| 2010       | Marc Jacobs | Marcus Wainwright und David Neville für Rag & Bone                                 | Alexis Bittar                                             | Jason Wu (W), Richard Chai (M), Alexander Wang (A)                                                                       | Michael Kors                                          | Christopher Bailey ( Vereinigtes Königreich) für Burberry           |
| 2009       | Kate und Laura Mulleavy für Rodarte                                                                                     | Scott Sternberg für Band of Outsiders, Italo Zucchelli für Calvin Klein Collection | Jack McCollough und Lazaro Hernandez für Proenza Schouler | Alexander Wang (W), Tim Hamilton (M), Justin Giunta für Subversive Jewelry (A)                                           | Anna Sui                                              | Marc Jacobs ( Vereinigte Staaten) für Louis Vuitton                 |
| 2008       | Francisco Costa für Calvin Klein Collection                                                                             | Tom Ford                                                                           | Tory Burch                                                | Kate und Laura Mulleavy für Rodarte (W), Scott Sternberg für Band of Outsiders (M), Philip Crangi (A)                    | Carolina Herrera                                      | Dries Van Noten ( Belgien)                                          |
| 2007       | Lazaro Hernandez und Jack McCollough für Proenza Schouler                                                               | Ralph Lauren                                                                       | Derek Lam                                                 | Phillip Lim (W), David Neville und Marcus Wainwright für Rag & Bone (M), Jessie Randall für Loeffler Randall (A)         | Robert Lee Morris                                     | Pierre Cardin ( Italien)                                            |
| 2006       | Francisco Costa für Calvin Klein Collection                                                                             | Thom Browne                                                                        | Tom Binns                                                 | Doo-Ri Chung (W), Jeff Halmos, Josia Lamberto-Egan, Sam Shipley und John Whitledge für Trovata (M), Devi Kroell (A)      | Stan Herman                                           | Olivier Theyskens ( Belgien) für Rochas                             |
| 2005       | Vera Wang | John Varvatos                                                                      | -                                                         | Derek Lam (W), Alexandre Plokhov für Cloak (M), Nak Armstrong und Anthony Camargo für Anthony Nak (A)                    | Diane von Fürstenberg                                 | Alber Elbaz ( Israel) für Lanvin                                    |
| 2004       | Carolina Herrera | Sean Combs für Sean John                                                           | Reed Krakoff                                              | Zac Posen (W), Eugenia Kim (A)                                                                                           | Donna Karan                                           | Miuccia Prada ( Italien) für Prada                                  |
| 2003       | Narciso Rodriguez | Michael Kors                                                                       | Marc Jacobs                                               | Lazaro Hernandez und Jack McCollough für Proenza Schouler (Ready-to-Wear Award), Brian Atwood (A)                        | Anna Wintour                                          | Alexander McQueen ( Vereinigtes Königreich)                         |
| 2002       | Narciso Rodriguez | Marc Jacobs                                                                        | Tom Ford für Yves Saint Laurent                           | Rick Owens (Perry Ellis Award)                                                                                           | Grace Coddington Karl Lagerfeld                       | Hedi Slimane ( Frankreich) für Dior Homme                           |
| 2001       | Tom Ford | John Varvatos                                                                      | Reed Krakoff                                              | Daphne Gutierrez und Nicole Noselli für Bruce (W), William Reid (Billy Reid) (M), Edmundo Castillo (A)                   | Calvin Klein                                          | Nicolas Ghesquière ( Frankreich) für Balenciaga                     |
| 2000       | Oscar de la Renta | Helmut Lang                                                                        | Richard Lambertson & John Truex                           | Miguel Adrover (W), John Varvatos (M), Dean Harris (A)                                                                   | Valentino Garavani                                    | Jean-Paul Gaultier ( Frankreich)                                    |
| 1998/ 1999 | Michael Kors | Calvin Klein                                                                       | -                                                         | Bryan Bradley & Josh Patner für Tuleh (W), Matt Nye (M), Tony Valentine (A)                                              | Yves Saint Laurent                                    | Yōji Yamamoto ( Japan)                                              |
| 1997       | Marc Jacobs | John Bartlett                                                                      | Kate Spade                                                | Narciso Rodriguez (W), Sandy Dalal (M)                                                                                   | Geoffrey Beene                                        | John Galliano ( Frankreich) für Christian Dior                      |
| 1996       | Donna Karan | Ralph Lauren                                                                       | Elsa Peretti                                              | Daryl Kerrigan für Daryl K. (W), Gene Meyer (M), Miranda Morrison und Keri Sigerson für Sigerson Morrison (A)            | Arnold Scaasi                                         | Helmut Lang ( Österreich)                                           |
| 1995       | Ralph Lauren | Tommy Hilfiger                                                                     | Hush Puppies                                              | Marie-Anne Oudejans (W), Richard Tyler (M), Richard Bengtsson und Edward Pavlick für Richard Edwards (M), Kate Spade (A) | Hubert de Givenchy                                    | Tom Ford ( Vereinigte Staaten) für Gucci                            |
| 1994       | Richard Tyler | -                                                                                  | Robert Lee Morris (Damen) Gene Meyer (Herren)             | Cynthia Rowley sowie Victor Alfaro (W) und Robert Freda (M)                                                              | Carrie Donovan Nonnie Moore Bernadine Morris          | -                                                                   |
| 1993       | Calvin Klein | Calvin Klein                                                                       |                                                           | Richard Tyler (W), John Bartlett (M)                                                                                     | Judith Leiber Polly Allen Mellen                      | Prada (Accessoires) ( Italien)                                      |
| 1992       | Marc Jacobs | Donna Karan                                                                        | Chrome Hearts                                             | Anna Sui | Pauline Trigère                                       | Gianni Versace ( Italien)                                           |
| 1991       | Isaac Mizrahi | Roger Forsythe                                                                     | Karl Lagerfeld                                            | Todd Oldham | Ralph Lauren                                          | Karl Lagerfeld (Accessoires) ( Deutschland) für Chanel              |
| 1990       | Donna Karan | Joseph Abboud                                                                      | Manolo Blahnik                                            | Christian Francis Roth                                                                                                   | Martha Graham                                         | -                                                                   |
| 1989       | Isaac Mizrahi | Joseph Abboud                                                                      | Paloma Picasso                                            | Gordon Henderson | Oscar de la Renta                                     | -                                                                   |
| 1988       | - | Bill Robinson                                                                      | -                                                         | Isaac Mizrahi | Richard Avedon Nancy Reagan                           | Karl Lagerfeld ( Deutschland) für Chanel                            |
| 1987       | Calvin Klein (Best American Collection)                                                                                 | Ronaldus Shamask                                                                   | -                                                         | Marc Jacobs | Giorgio Armani Eleanor Lambert                        | Manolo Blahnik ( Spanien)                                           |
| 1986       | „Special Awards“ (Spezial-Preise) u. a. für Geoffrey Beene, Donna Karan, Ralph Lauren                                   | -                                                                                  | -                                                         | David Cameron | Bill Blass Marlene Dietrich                           | Christian Lacroix ( Frankreich)                                     |
| 1985       | „Special Awards“ (Spezial-Preise) u. a. für Liz Claiborne, Ray-Ban, Miami Vice                                          | -                                                                                  | -                                                         | - | Katharine Hepburn Alexander Liberman                  | -                                                                   |
| 1984       | „Special Awards“ (Spezial-Preise) u. a. für James Galanos, Bergdorf Goodman                                             | -                                                                                  | -                                                         | - | -                                                     | -                                                                   |
| 1983       | Preisträger ohne Kategorien: Calvin Klein, Perry Ellis, Antonio Lopez etc.                                              | -                                                                                  | -                                                         | - | -                                                     | Issey Miyake ( Japan), Giorgio Armani ( Italien)                    |
| 1982       | Preisträger ohne Kategorien: Norma Kamali, Perry Ellis, Antonio Lopez etc.                                              | -                                                                                  | -                                                         | - | -                                                     | Karl Lagerfeld ( Deutschland)                                       |
| 1981       | Preisträger ohne Kategorien: Jhane Barnes, Calvin Klein, Perry Ellis, Ralph Lauren, Andrew Fezza, Alexander Julian etc. | -                                                                                  | -                                                         | - | -                                                     | Yves Saint Laurent ( Frankreich)                                    |

1. 1 2  Womenswear (siehe W in Tabelle; dt. Damenmode), Menswear (siehe M; dt. Herrenmode), Accessory Design (siehe A; dt. Accessoires-Entwurf).